# Gelis kukakensis
Gelis kukakensis là một loài tò vò trong họ Ichneumonidae.